# Vuelta a San Juan 2023
La 39.ª edición de la competición ciclista Vuelta a San Juan (llamado oficialmente: Vuelta Ciclista a la Provincia de San Juan) fue una carrera de ciclismo en ruta por etapas que se celebró entre el 22 de enero y el 29 de enero de 2023 en la Provincia de San Juan, Argentina, sobre un recorrido de 1143 kilómetros.
La carrera formó parte del UCI ProSeries 2023, calendario ciclístico mundial de segunda división, dentro de la categoría UCI 2.Pro y fue ganada por el colombiano Miguel Ángel López del Medellín-EPM. Completaron el podio, como segundo y tercer clasificado respectivamente, el italiano Filippo Ganna del INEOS Grenadiers y el también colombiano Sergio Higuita del Bora-Hansgrohe.

## Equipos participantes
Tomaron parte en la carrera 26 equipos: 7 de categoría UCI WorldTeam invitados por la organización, 5 de categoría UCI ProTeam, 10 de categoría Continental y 4 selecciones nacionales. Formaron así un pelotón de 155 ciclistas de los que acabaron 133. Los equipos participantes fueron:
| WorldTeams (7)- Astana Qazaqstan Team - Trek-Segafredo - Soudal Quick-Step - Team DSM - Ineos Grenadiers - Movistar Team - Bora-Hansgrohe ProTeams (5)- Eolo-Kometa - Green Project-Bardiani CSF-Faizanè - Israel-Premier Tech - Team Corratec - TotalEnergies Equipos continentales (10)- Medellín-EPM - Chimbas Te Quiero - Panamá es Cultura y Valores - Team Banco Guayaquil - Sindicato de Empleados Públicos de San Juan - AV Fatima-San Juan Biker Motos-Electro 3 - Municipalidad de Pocito - Municipalidad de Rawson - AP Hotels & Resorts-Tavira-SC Farense - Gremios por el Deporte-Cutral Có Equipos nacionales (4)- Argentina - Italia - Chile - Uruguay |
| |

## Recorrido
La Vuelta a San Juan dispuso de siete etapas (incluyendo una día de descanso) dividido en tres etapas llanas, dos de media montaña, una etapa de montaña, y una contrarreloj individual para un recorrido total de 1143 kilómetros.
| Etapa     | Fecha       | Recorrido                                               | type                   | Distancia (km) | Ganador                          | Líder                            |
| --------- | ----------- | ------------------------------------------------------- | ---------------------- | -------------- | -------------------------------- | -------------------------------- |
| 1.ª etapa | 22 de ene   | San Juan – San Juan                                     | etapa llana            | 143,9          | Sam Bennett                      | Sam Bennett                      |
| 2.ª etapa | 23 de ene   | Villa San Agustín – San José de Jáchal                  | etapa llana            | 201,1          | Fabio Jakobsen                   | Sam Bennett                      |
| 3.ª etapa | 24 de ene   | Circuito San Juan Villicum – Circuito San Juan Villicum | etapa llana            | 170,9          | Quinn Simmons                    | Sam Bennett                      |
| 4.ª etapa | 25 de ene   | Circuito San Juan Villicum – Barreal                    | etapa de media montaña | 196,5          | Fernando Gaviria                 | Fernando Gaviria                 |
|           | 26 de enero | Día de descanso                                         | Día de descanso        |                |                                  |                                  |
| 5.ª etapa | 27 de ene   | Chimbas (Gran San Juan) – Alto del Colorado             | etapa de montaña       | 173,7          | Miguel Ángel López Filippo Ganna | Miguel Ángel López Filippo Ganna |
| 6.ª etapa | 28 de ene   | San Juan – San Juan                                     | etapa llana            | 144,9          | Samuel Welsford                  | Miguel Ángel López Filippo Ganna |
| 7.ª etapa | 29 de ene   | San Juan – San Juan                                     | etapa llana            | 112,7          | Samuel Welsford                  | Miguel Ángel López Filippo Ganna |

## Desarrollo de la carrera

### 1.ª etapa
| San Juan - San Juan | etapa llana | (143,9 km) |

| \| Clasificación de la etapa \| Clasificación de la etapa \| Clasificación de la etapa \| Clasificación de la etapa \| Clasificación de la etapa \| \| Ciclista \| Ciclista \| Equipo \| Tiempo \| \| \| ------------------------- \| ------------------------- \| ---------------------------------- \| ------------------------- \| ------------------------- \| \| 1.º \| Sam Bennett \| Bora-Hansgrohe \| 3 h 19 min 16 s \| \| \| 2.º \| Michael Mørkøv \| Soudal Quick-Step \| + 0 s \| \| \| 3.º \| Giacomo Nizzolo \| Israel-Premier Tech \| + 0 s \| \| \| 4.º \| Danny van Poppel \| Bora-Hansgrohe \| + 0 s \| \| \| 5.º \| Gleb Syritsa \| Astana Qazaqstan Team \| + 0 s \| \| \| 6.º \| Elia Viviani \| Ineos Grenadiers \| + 0 s \| \| \| 7.º \| Peter Sagan \| TotalEnergies \| + 0 s \| \| \| 8.º \| Jhonatan Narváez \| Ineos Grenadiers \| + 0 s \| \| \| 9.º \| Enrico Zanoncello \| Green Project-Bardiani CSF-Faizanè \| + 0 s \| \| \| 10.º \| Attilio Viviani \| Team Corratec \| + 0 s \| \| |                   |                                    |                 |
| |                   |                                    |                 |
| Fuente: ProCyclingStats |                   |                                    |                 |
| Clasificación de la etapa |                   |                                    |                 |
| Ciclista | Ciclista          | Equipo                             | Tiempo          |
| 1.º | Sam Bennett       | Bora-Hansgrohe                     | 3 h 19 min 16 s |
| 2.º | Michael Mørkøv    | Soudal Quick-Step                  | + 0 s           |
| 3.º | Giacomo Nizzolo   | Israel-Premier Tech                | + 0 s           |
| 4.º | Danny van Poppel  | Bora-Hansgrohe                     | + 0 s           |
| 5.º | Gleb Syritsa      | Astana Qazaqstan Team              | + 0 s           |
| 6.º | Elia Viviani      | Ineos Grenadiers                   | + 0 s           |
| 7.º | Peter Sagan       | TotalEnergies                      | + 0 s           |
| 8.º | Jhonatan Narváez  | Ineos Grenadiers                   | + 0 s           |
| 9.º | Enrico Zanoncello | Green Project-Bardiani CSF-Faizanè | + 0 s           |
| 10.º | Attilio Viviani   | Team Corratec                      | + 0 s           |

| \| Clasificación general \| Clasificación general \| Clasificación general \| Clasificación general \| Clasificación general \| \| Ciclista \| Ciclista \| Equipo \| Tiempo \| \| \| --------------------- \| --------------------- \| ---------------------------------- \| --------------------- \| --------------------- \| \| 1.º \| Sam Bennett \| Bora-Hansgrohe \| 3 h 19 min 06 s \| \| \| 2.º \| Michael Mørkøv \| Soudal Quick-Step \| + 4 s \| \| \| 3.º \| Giacomo Nizzolo \| Israel-Premier Tech \| + 6 s \| \| \| 4.º \| Danny van Poppel \| Bora-Hansgrohe \| + 10 s \| \| \| 5.º \| Gleb Syritsa \| Astana Qazaqstan Team \| + 10 s \| \| \| 6.º \| Elia Viviani \| Ineos Grenadiers \| + 10 s \| \| \| 7.º \| Peter Sagan \| TotalEnergies \| + 10 s \| \| \| 8.º \| Jhonatan Narváez \| Ineos Grenadiers \| + 10 s \| \| \| 9.º \| Enrico Zanoncello \| Green Project-Bardiani CSF-Faizanè \| + 10 s \| \| \| 10.º \| Attilio Viviani \| Team Corratec \| + 10 s \| \| |                   |                                    |                 |
| |                   |                                    |                 |
| Fuente: ProCyclingStats |                   |                                    |                 |
| Clasificación general |                   |                                    |                 |
| Ciclista | Ciclista          | Equipo                             | Tiempo          |
| 1.º | Sam Bennett       | Bora-Hansgrohe                     | 3 h 19 min 06 s |
| 2.º | Michael Mørkøv    | Soudal Quick-Step                  | + 4 s           |
| 3.º | Giacomo Nizzolo   | Israel-Premier Tech                | + 6 s           |
| 4.º | Danny van Poppel  | Bora-Hansgrohe                     | + 10 s          |
| 5.º | Gleb Syritsa      | Astana Qazaqstan Team              | + 10 s          |
| 6.º | Elia Viviani      | Ineos Grenadiers                   | + 10 s          |
| 7.º | Peter Sagan       | TotalEnergies                      | + 10 s          |
| 8.º | Jhonatan Narváez  | Ineos Grenadiers                   | + 10 s          |
| 9.º | Enrico Zanoncello | Green Project-Bardiani CSF-Faizanè | + 10 s          |
| 10.º | Attilio Viviani   | Team Corratec                      | + 10 s          |

### 2.ª etapa
| Villa San Agustín - San José de Jáchal | etapa llana | (201,1 km) |

| \| Clasificación de la etapa \| Clasificación de la etapa \| Clasificación de la etapa \| Clasificación de la etapa \| Clasificación de la etapa \| \| Ciclista \| Ciclista \| Equipo \| Tiempo \| \| \| ------------------------- \| ------------------------- \| ------------------------- \| ------------------------- \| ------------------------- \| \| 1.º \| Fabio Jakobsen \| Soudal Quick-Step \| 43 h 49 min 02 s \| \| \| 2.º \| Fernando Gaviria \| Movistar Team \| + 0 s \| \| \| 3.º \| Jon Aberasturi \| Trek-Segafredo \| + 0 s \| \| \| 4.º \| Sam Bennett \| Bora-Hansgrohe \| + 0 s \| \| \| 5.º \| Nicolás Tivani \| Team Corratec \| + 0 s \| \| \| 6.º \| Giacomo Nizzolo \| Israel-Premier Tech \| + 0 s \| \| \| 7.º \| Tobias Lund Andresen \| Team DSM \| + 0 s \| \| \| 8.º \| Elia Viviani \| Ineos Grenadiers \| + 0 s \| \| \| 9.º \| Peter Sagan \| TotalEnergies \| + 0 s \| \| \| 10.º \| Niklas Märkl \| Team DSM \| + 0 s \| \| |                      |                     |                  |
| |                      |                     |                  |
| Fuente: ProCyclingStats |                      |                     |                  |
| Clasificación de la etapa |                      |                     |                  |
| Ciclista | Ciclista             | Equipo              | Tiempo           |
| 1.º | Fabio Jakobsen       | Soudal Quick-Step   | 43 h 49 min 02 s |
| 2.º | Fernando Gaviria     | Movistar Team       | + 0 s            |
| 3.º | Jon Aberasturi       | Trek-Segafredo      | + 0 s            |
| 4.º | Sam Bennett          | Bora-Hansgrohe      | + 0 s            |
| 5.º | Nicolás Tivani       | Team Corratec       | + 0 s            |
| 6.º | Giacomo Nizzolo      | Israel-Premier Tech | + 0 s            |
| 7.º | Tobias Lund Andresen | Team DSM            | + 0 s            |
| 8.º | Elia Viviani         | Ineos Grenadiers    | + 0 s            |
| 9.º | Peter Sagan          | TotalEnergies       | + 0 s            |
| 10.º | Niklas Märkl         | Team DSM            | + 0 s            |

| \| Clasificación general \| Clasificación general \| Clasificación general \| Clasificación general \| Clasificación general \| \| Ciclista \| Ciclista \| Equipo \| Tiempo \| \| \| --------------------- \| --------------------- \| --------------------- \| --------------------- \| --------------------- \| \| 1.º \| Sam Bennett \| Bora-Hansgrohe \| 7 h 41 min 28 s \| \| \| 2.º \| Fabio Jakobsen \| Soudal Quick-Step \| + 0 s \| \| \| 3.º \| Fernando Gaviria \| Movistar Team \| + 4 s \| \| \| 4.º \| Michael Mørkøv \| Soudal Quick-Step \| + 4 s \| \| \| 5.º \| Giacomo Nizzolo \| Israel-Premier Tech \| + 6 s \| \| \| 6.º \| Jon Aberasturi \| Trek-Segafredo \| + 6 s \| \| \| 7.º \| Óscar Sevilla \| Medellín-EPM \| + 6 s \| \| \| 8.º \| Elia Viviani \| Ineos Grenadiers \| + 10 s \| \| \| 9.º \| Peter Sagan \| TotalEnergies \| + 10 s \| \| \| 10.º \| Danny van Poppel \| Bora-Hansgrohe \| + 10 s \| \| |                  |                     |                 |
| |                  |                     |                 |
| Fuente: ProCyclingStats |                  |                     |                 |
| Clasificación general |                  |                     |                 |
| Ciclista | Ciclista         | Equipo              | Tiempo          |
| 1.º | Sam Bennett      | Bora-Hansgrohe      | 7 h 41 min 28 s |
| 2.º | Fabio Jakobsen   | Soudal Quick-Step   | + 0 s           |
| 3.º | Fernando Gaviria | Movistar Team       | + 4 s           |
| 4.º | Michael Mørkøv   | Soudal Quick-Step   | + 4 s           |
| 5.º | Giacomo Nizzolo  | Israel-Premier Tech | + 6 s           |
| 6.º | Jon Aberasturi   | Trek-Segafredo      | + 6 s           |
| 7.º | Óscar Sevilla    | Medellín-EPM        | + 6 s           |
| 8.º | Elia Viviani     | Ineos Grenadiers    | + 10 s          |
| 9.º | Peter Sagan      | TotalEnergies       | + 10 s          |
| 10.º | Danny van Poppel | Bora-Hansgrohe      | + 10 s          |

### 3.ª etapa
| Circuito San Juan Villicum - Circuito San Juan Villicum | etapa llana | (170,9 km) |

| \| Clasificación de la etapa \| Clasificación de la etapa \| Clasificación de la etapa \| Clasificación de la etapa \| Clasificación de la etapa \| \| Ciclista \| Ciclista \| Equipo \| Tiempo \| \| \| ------------------------- \| ------------------------- \| ------------------------------------------- \| ------------------------- \| ------------------------- \| \| 1.º \| Quinn Simmons \| Trek-Segafredo \| 3 h 49 min 30 s \| \| \| 2.º \| Maximiliano Richeze \| Argentina \| + 0 s \| \| \| 3.º \| Sam Bennett \| Bora-Hansgrohe \| + 0 s \| \| \| 4.º \| Fernando Gaviria \| Movistar Team \| + 0 s \| \| \| 5.º \| Giacomo Nizzolo \| Israel-Premier Tech \| + 0 s \| \| \| 6.º \| Peter Sagan \| TotalEnergies \| + 0 s \| \| \| 7.º \| Nicolás Tivani \| Team Corratec \| + 0 s \| \| \| 8.º \| Yves Lampaert \| Soudal Quick-Step \| + 0 s \| \| \| 9.º \| Daniel Oss \| TotalEnergies \| + 0 s \| \| \| 10.º \| Juan Pablo Dotti \| Sindicato de Empleados Públicos de San Juan \| + 0 s \| \| |                     |                                             |                 |
| |                     |                                             |                 |
| Fuente: ProCyclingStats |                     |                                             |                 |
| Clasificación de la etapa |                     |                                             |                 |
| Ciclista | Ciclista            | Equipo                                      | Tiempo          |
| 1.º | Quinn Simmons       | Trek-Segafredo                              | 3 h 49 min 30 s |
| 2.º | Maximiliano Richeze | Argentina                                   | + 0 s           |
| 3.º | Sam Bennett         | Bora-Hansgrohe                              | + 0 s           |
| 4.º | Fernando Gaviria    | Movistar Team                               | + 0 s           |
| 5.º | Giacomo Nizzolo     | Israel-Premier Tech                         | + 0 s           |
| 6.º | Peter Sagan         | TotalEnergies                               | + 0 s           |
| 7.º | Nicolás Tivani      | Team Corratec                               | + 0 s           |
| 8.º | Yves Lampaert       | Soudal Quick-Step                           | + 0 s           |
| 9.º | Daniel Oss          | TotalEnergies                               | + 0 s           |
| 10.º | Juan Pablo Dotti    | Sindicato de Empleados Públicos de San Juan | + 0 s           |

| \| Clasificación general \| Clasificación general \| Clasificación general \| Clasificación general \| Clasificación general \| \| Ciclista \| Ciclista \| Equipo \| Tiempo \| \| \| --------------------- \| --------------------- \| --------------------- \| --------------------- \| --------------------- \| \| 1.º \| Sam Bennett \| Bora-Hansgrohe \| 11 h 30 min 54 s \| \| \| 2.º \| Fabio Jakobsen \| Soudal Quick-Step \| + 6 s \| \| \| 3.º \| Fernando Gaviria \| Movistar Team \| + 8 s \| \| \| 4.º \| Giacomo Nizzolo \| Israel-Premier Tech \| + 10 s \| \| \| 5.º \| Peter Sagan \| TotalEnergies \| + 14 s \| \| \| 6.º \| Danny van Poppel \| Bora-Hansgrohe \| + 14 s \| \| \| 7.º \| Tobias Lund Andresen \| Team DSM \| + 14 s \| \| \| 8.º \| Nicolás Tivani \| Team Corratec \| + 14 s \| \| \| 9.º \| Daniel Oss \| TotalEnergies \| + 14 s \| \| \| 10.º \| Yves Lampaert \| Soudal Quick-Step \| + 14 s \| \| |                      |                     |                  |
| |                      |                     |                  |
| Fuente: ProCyclingStats |                      |                     |                  |
| Clasificación general |                      |                     |                  |
| Ciclista | Ciclista             | Equipo              | Tiempo           |
| 1.º | Sam Bennett          | Bora-Hansgrohe      | 11 h 30 min 54 s |
| 2.º | Fabio Jakobsen       | Soudal Quick-Step   | + 6 s            |
| 3.º | Fernando Gaviria     | Movistar Team       | + 8 s            |
| 4.º | Giacomo Nizzolo      | Israel-Premier Tech | + 10 s           |
| 5.º | Peter Sagan          | TotalEnergies       | + 14 s           |
| 6.º | Danny van Poppel     | Bora-Hansgrohe      | + 14 s           |
| 7.º | Tobias Lund Andresen | Team DSM            | + 14 s           |
| 8.º | Nicolás Tivani       | Team Corratec       | + 14 s           |
| 9.º | Daniel Oss           | TotalEnergies       | + 14 s           |
| 10.º | Yves Lampaert        | Soudal Quick-Step   | + 14 s           |

### 4.ª etapa
| Circuito San Juan Villicum - Barreal | etapa de media montaña | (196,5 km) |

| \| Clasificación de la etapa \| Clasificación de la etapa \| Clasificación de la etapa \| Clasificación de la etapa \| Clasificación de la etapa \| \| Ciclista \| Ciclista \| Equipo \| Tiempo \| \| \| ------------------------- \| ------------------------- \| -------------------------------- \| ------------------------- \| ------------------------- \| \| 1.º \| Fernando Gaviria \| Movistar Team \| 4 h 35 min 27 s \| \| \| 2.º \| Peter Sagan \| TotalEnergies \| + 0 s \| \| \| 3.º \| Filippo Ganna \| Ineos Grenadiers \| + 0 s \| \| \| 4.º \| Yves Lampaert \| Soudal Quick-Step \| + 0 s \| \| \| 5.º \| Niklas Märkl \| Team DSM \| + 0 s \| \| \| 6.º \| Brandon Rivera \| Ineos Grenadiers \| + 0 s \| \| \| 7.º \| Nicolás Tivani \| Team Corratec \| + 0 s \| \| \| 8.º \| Quinn Simmons \| Trek-Segafredo \| + 0 s \| \| \| 9.º \| Laureano Rosas \| Gremios por el Deporte-Cutral Có \| + 0 s \| \| \| 10.º \| Mathias Vacek \| Trek-Segafredo \| + 0 s \| \| |                  |                                  |                 |
| |                  |                                  |                 |
| Fuente: ProCyclingStats |                  |                                  |                 |
| Clasificación de la etapa |                  |                                  |                 |
| Ciclista | Ciclista         | Equipo                           | Tiempo          |
| 1.º | Fernando Gaviria | Movistar Team                    | 4 h 35 min 27 s |
| 2.º | Peter Sagan      | TotalEnergies                    | + 0 s           |
| 3.º | Filippo Ganna    | Ineos Grenadiers                 | + 0 s           |
| 4.º | Yves Lampaert    | Soudal Quick-Step                | + 0 s           |
| 5.º | Niklas Märkl     | Team DSM                         | + 0 s           |
| 6.º | Brandon Rivera   | Ineos Grenadiers                 | + 0 s           |
| 7.º | Nicolás Tivani   | Team Corratec                    | + 0 s           |
| 8.º | Quinn Simmons    | Trek-Segafredo                   | + 0 s           |
| 9.º | Laureano Rosas   | Gremios por el Deporte-Cutral Có | + 0 s           |
| 10.º | Mathias Vacek    | Trek-Segafredo                   | + 0 s           |

| \| Clasificación general \| Clasificación general \| Clasificación general \| Clasificación general \| Clasificación general \| \| Ciclista \| Ciclista \| Equipo \| Tiempo \| \| \| --------------------- \| --------------------- \| ------------------------------------------- \| --------------------- \| --------------------- \| \| 1.º \| Fernando Gaviria \| Movistar Team \| 16 h 06 min 19 s \| \| \| 2.º \| Peter Sagan \| TotalEnergies \| + 10 s \| \| \| 3.º \| Juan Pablo Dotti \| Sindicato de Empleados Públicos de San Juan \| + 13 s \| \| \| 4.º \| Filippo Ganna \| Ineos Grenadiers \| + 14 s \| \| \| 5.º \| Nicolás Tivani \| Team Corratec \| + 16 s \| \| \| 6.º \| Tobias Lund Andresen \| Team DSM \| + 16 s \| \| \| 7.º \| Daniel Oss \| TotalEnergies \| + 16 s \| \| \| 8.º \| Yves Lampaert \| Soudal Quick-Step \| + 16 s \| \| \| 9.º \| Mathias Vacek \| Trek-Segafredo \| + 16 s \| \| \| 10.º \| Óscar Sevilla \| Medellín-EPM \| + 16 s \| \| |                      |                                             |                  |
| |                      |                                             |                  |
| Fuente: ProCyclingStats |                      |                                             |                  |
| Clasificación general |                      |                                             |                  |
| Ciclista | Ciclista             | Equipo                                      | Tiempo           |
| 1.º | Fernando Gaviria     | Movistar Team                               | 16 h 06 min 19 s |
| 2.º | Peter Sagan          | TotalEnergies                               | + 10 s           |
| 3.º | Juan Pablo Dotti     | Sindicato de Empleados Públicos de San Juan | + 13 s           |
| 4.º | Filippo Ganna        | Ineos Grenadiers                            | + 14 s           |
| 5.º | Nicolás Tivani       | Team Corratec                               | + 16 s           |
| 6.º | Tobias Lund Andresen | Team DSM                                    | + 16 s           |
| 7.º | Daniel Oss           | TotalEnergies                               | + 16 s           |
| 8.º | Yves Lampaert        | Soudal Quick-Step                           | + 16 s           |
| 9.º | Mathias Vacek        | Trek-Segafredo                              | + 16 s           |
| 10.º | Óscar Sevilla        | Medellín-EPM                                | + 16 s           |

### 5.ª etapa
| Chimbas (Gran San Juan) - Alto del Colorado | etapa de montaña | (173,7 km) |

| \| Clasificación de la etapa \| Clasificación de la etapa \| Clasificación de la etapa \| Clasificación de la etapa \| Clasificación de la etapa \| \| Ciclista \| Ciclista \| Equipo \| Tiempo \| \| \| ------------------------- \| ------------------------- \| ------------------------------------------- \| ------------------------- \| ------------------------- \| \| 1.º \| Miguel Ángel López \| Medellín-EPM \| DES \| \| \| 1.º \| Filippo Ganna \| Ineos Grenadiers \| + 30 s \| \| \| 3.º \| Sergio Higuita \| Bora-Hansgrohe \| + 38 s \| \| \| 4.º \| Egan Bernal \| Ineos Grenadiers \| + 40 s \| \| \| 5.º \| Einer Rubio \| Movistar Team \| + 40 s \| \| \| 6.º \| Brandon Rivera \| Ineos Grenadiers \| + 51 s \| \| \| 7.º \| Remco Evenepoel \| Soudal Quick-Step \| + 1 min 09 s \| \| \| 8.º \| Nicolás Paredes \| Sindicato de Empleados Públicos de San Juan \| + 1 min 09 s \| \| \| 9.º \| Kevin Vermaerke \| Team DSM \| + 1 min 11 s \| \| \| 10.º \| Quinn Simmons \| Trek-Segafredo \| + 1 min 31 s \| \| |                    |                                             |              |
| |                    |                                             |              |
| Fuente: ProCyclingStats |                    |                                             |              |
| Clasificación de la etapa |                    |                                             |              |
| Ciclista | Ciclista           | Equipo                                      | Tiempo       |
| 1.º | Miguel Ángel López | Medellín-EPM                                | DES          |
| 1.º | Filippo Ganna      | Ineos Grenadiers                            | + 30 s       |
| 3.º | Sergio Higuita     | Bora-Hansgrohe                              | + 38 s       |
| 4.º | Egan Bernal        | Ineos Grenadiers                            | + 40 s       |
| 5.º | Einer Rubio        | Movistar Team                               | + 40 s       |
| 6.º | Brandon Rivera     | Ineos Grenadiers                            | + 51 s       |
| 7.º | Remco Evenepoel    | Soudal Quick-Step                           | + 1 min 09 s |
| 8.º | Nicolás Paredes    | Sindicato de Empleados Públicos de San Juan | + 1 min 09 s |
| 9.º | Kevin Vermaerke    | Team DSM                                    | + 1 min 11 s |
| 10.º | Quinn Simmons      | Trek-Segafredo                              | + 1 min 31 s |

| \| Clasificación general \| Clasificación general \| Clasificación general \| Clasificación general \| Clasificación general \| \| Ciclista \| Ciclista \| Equipo \| Tiempo \| \| \| --------------------- \| --------------------- \| ------------------------------------------- \| --------------------- \| --------------------- \| \| 1.º \| Miguel Ángel López \| Medellín-EPM \| DES \| \| \| 1.º \| Filippo Ganna \| Ineos Grenadiers \| + 30 s \| \| \| 3.º \| Sergio Higuita \| Bora-Hansgrohe \| + 44 s \| \| \| 4.º \| Egan Bernal \| Ineos Grenadiers \| + 50 s \| \| \| 5.º \| Einer Rubio \| Movistar Team \| + 50 s \| \| \| 6.º \| Brandon Rivera \| Ineos Grenadiers \| + 1 min 01 s \| \| \| 7.º \| Nicolás Paredes \| Sindicato de Empleados Públicos de San Juan \| + 1 min 19 s \| \| \| 8.º \| Remco Evenepoel \| Soudal Quick-Step \| + 1 min 19 s \| \| \| 9.º \| Kevin Vermaerke \| Team DSM \| + 1 min 30 s \| \| \| 10.º \| Matthew Riccitello \| Israel-Premier Tech \| + 1 min 41 s \| \| |                    |                                             |              |
| |                    |                                             |              |
| Fuente: ProCyclingStats |                    |                                             |              |
| Clasificación general |                    |                                             |              |
| Ciclista | Ciclista           | Equipo                                      | Tiempo       |
| 1.º | Miguel Ángel López | Medellín-EPM                                | DES          |
| 1.º | Filippo Ganna      | Ineos Grenadiers                            | + 30 s       |
| 3.º | Sergio Higuita     | Bora-Hansgrohe                              | + 44 s       |
| 4.º | Egan Bernal        | Ineos Grenadiers                            | + 50 s       |
| 5.º | Einer Rubio        | Movistar Team                               | + 50 s       |
| 6.º | Brandon Rivera     | Ineos Grenadiers                            | + 1 min 01 s |
| 7.º | Nicolás Paredes    | Sindicato de Empleados Públicos de San Juan | + 1 min 19 s |
| 8.º | Remco Evenepoel    | Soudal Quick-Step                           | + 1 min 19 s |
| 9.º | Kevin Vermaerke    | Team DSM                                    | + 1 min 30 s |
| 10.º | Matthew Riccitello | Israel-Premier Tech                         | + 1 min 41 s |

### 6.ª etapa
| San Juan - San Juan | etapa llana | (144,9 km) |

| \| Clasificación de la etapa \| Clasificación de la etapa \| Clasificación de la etapa \| Clasificación de la etapa \| Clasificación de la etapa \| \| Ciclista \| Ciclista \| Equipo \| Tiempo \| \| \| ------------------------- \| ------------------------- \| ---------------------------------- \| ------------------------- \| ------------------------- \| \| 1.º \| Samuel Welsford \| Team DSM \| 3 h 03 min 39 s \| \| \| 2.º \| Sam Bennett \| Bora-Hansgrohe \| + 0 s \| \| \| 3.º \| Fernando Gaviria \| Movistar Team \| + 0 s \| \| \| 4.º \| Fabio Jakobsen \| Soudal Quick-Step \| + 0 s \| \| \| 5.º \| Attilio Viviani \| Team Corratec \| + 0 s \| \| \| 6.º \| Peter Sagan \| TotalEnergies \| + 0 s \| \| \| 7.º \| Gleb Syritsa \| Astana Qazaqstan Team \| + 0 s \| \| \| 8.º \| Elia Viviani \| Ineos Grenadiers \| + 0 s \| \| \| 9.º \| Enrico Zanoncello \| Green Project-Bardiani CSF-Faizanè \| + 0 s \| \| \| 10.º \| Mattia Pinazzi \| Italia \| + 0 s \| \| |                   |                                    |                 |
| |                   |                                    |                 |
| Fuente: ProCyclingStats |                   |                                    |                 |
| Clasificación de la etapa |                   |                                    |                 |
| Ciclista | Ciclista          | Equipo                             | Tiempo          |
| 1.º | Samuel Welsford   | Team DSM                           | 3 h 03 min 39 s |
| 2.º | Sam Bennett       | Bora-Hansgrohe                     | + 0 s           |
| 3.º | Fernando Gaviria  | Movistar Team                      | + 0 s           |
| 4.º | Fabio Jakobsen    | Soudal Quick-Step                  | + 0 s           |
| 5.º | Attilio Viviani   | Team Corratec                      | + 0 s           |
| 6.º | Peter Sagan       | TotalEnergies                      | + 0 s           |
| 7.º | Gleb Syritsa      | Astana Qazaqstan Team              | + 0 s           |
| 8.º | Elia Viviani      | Ineos Grenadiers                   | + 0 s           |
| 9.º | Enrico Zanoncello | Green Project-Bardiani CSF-Faizanè | + 0 s           |
| 10.º | Mattia Pinazzi    | Italia                             | + 0 s           |

| \| Clasificación general \| Clasificación general \| Clasificación general \| Clasificación general \| Clasificación general \| \| Ciclista \| Ciclista \| Equipo \| Tiempo \| \| \| --------------------- \| --------------------- \| ------------------------------------------- \| --------------------- \| --------------------- \| \| 1.º \| Miguel Ángel López \| Medellín-EPM \| DES \| \| \| 1.º \| Filippo Ganna \| Ineos Grenadiers \| + 30 s \| \| \| 3.º \| Sergio Higuita \| Bora-Hansgrohe \| + 44 s \| \| \| 4.º \| Einer Rubio \| Movistar Team \| + 50 s \| \| \| 5.º \| Brandon Rivera \| Ineos Grenadiers \| + 1 min 01 s \| \| \| 6.º \| Nicolás Paredes \| Sindicato de Empleados Públicos de San Juan \| + 1 min 19 s \| \| \| 7.º \| Remco Evenepoel \| Soudal Quick-Step \| + 1 min 19 s \| \| \| 8.º \| Kevin Vermaerke \| Team DSM \| + 1 min 30 s \| \| \| 9.º \| Matthew Riccitello \| Israel-Premier Tech \| + 1 min 41 s \| \| \| 10.º \| Quinn Simmons \| Trek-Segafredo \| + 1 min 46 s \| \| |                    |                                             |              |
| |                    |                                             |              |
| Fuente: ProCyclingStats |                    |                                             |              |
| Clasificación general |                    |                                             |              |
| Ciclista | Ciclista           | Equipo                                      | Tiempo       |
| 1.º | Miguel Ángel López | Medellín-EPM                                | DES          |
| 1.º | Filippo Ganna      | Ineos Grenadiers                            | + 30 s       |
| 3.º | Sergio Higuita     | Bora-Hansgrohe                              | + 44 s       |
| 4.º | Einer Rubio        | Movistar Team                               | + 50 s       |
| 5.º | Brandon Rivera     | Ineos Grenadiers                            | + 1 min 01 s |
| 6.º | Nicolás Paredes    | Sindicato de Empleados Públicos de San Juan | + 1 min 19 s |
| 7.º | Remco Evenepoel    | Soudal Quick-Step                           | + 1 min 19 s |
| 8.º | Kevin Vermaerke    | Team DSM                                    | + 1 min 30 s |
| 9.º | Matthew Riccitello | Israel-Premier Tech                         | + 1 min 41 s |
| 10.º | Quinn Simmons      | Trek-Segafredo                              | + 1 min 46 s |

### 7.ª etapa
| San Juan - San Juan | etapa llana | (112,7 km) |

| \| Clasificación de la etapa \| Clasificación de la etapa \| Clasificación de la etapa \| Clasificación de la etapa \| Clasificación de la etapa \| \| Ciclista \| Ciclista \| Equipo \| Tiempo \| \| \| ------------------------- \| ------------------------- \| ---------------------------------- \| ------------------------- \| ------------------------- \| \| 1.º \| Samuel Welsford \| Team DSM \| 2 h 23 min 41 s \| \| \| 2.º \| Fabio Jakobsen \| Soudal Quick-Step \| + 0 s \| \| \| 3.º \| Giacomo Nizzolo \| Israel-Premier Tech \| + 0 s \| \| \| 4.º \| Yevgeniy Gidich \| Astana Qazaqstan Team \| + 0 s \| \| \| 5.º \| Danny van Poppel \| Bora-Hansgrohe \| + 0 s \| \| \| 6.º \| Attilio Viviani \| Team Corratec \| + 0 s \| \| \| 7.º \| Giovanni Lonardi \| Eolo-Kometa \| + 0 s \| \| \| 8.º \| Peter Sagan \| TotalEnergies \| + 0 s \| \| \| 9.º \| Jon Aberasturi \| Trek-Segafredo \| + 0 s \| \| \| 10.º \| Enrico Zanoncello \| Green Project-Bardiani CSF-Faizanè \| + 0 s \| \| |                   |                                    |                 |
| |                   |                                    |                 |
| Fuente: ProCyclingStats |                   |                                    |                 |
| Clasificación de la etapa |                   |                                    |                 |
| Ciclista | Ciclista          | Equipo                             | Tiempo          |
| 1.º | Samuel Welsford   | Team DSM                           | 2 h 23 min 41 s |
| 2.º | Fabio Jakobsen    | Soudal Quick-Step                  | + 0 s           |
| 3.º | Giacomo Nizzolo   | Israel-Premier Tech                | + 0 s           |
| 4.º | Yevgeniy Gidich   | Astana Qazaqstan Team              | + 0 s           |
| 5.º | Danny van Poppel  | Bora-Hansgrohe                     | + 0 s           |
| 6.º | Attilio Viviani   | Team Corratec                      | + 0 s           |
| 7.º | Giovanni Lonardi  | Eolo-Kometa                        | + 0 s           |
| 8.º | Peter Sagan       | TotalEnergies                      | + 0 s           |
| 9.º | Jon Aberasturi    | Trek-Segafredo                     | + 0 s           |
| 10.º | Enrico Zanoncello | Green Project-Bardiani CSF-Faizanè | + 0 s           |

## Clasificaciones finales
- Las clasificaciones finalizaron de la siguiente forma:[5]

### Clasificación general
| \| Clasificación general \| Clasificación general \| Clasificación general \| Clasificación general \| Clasificación general \| \| Ciclista \| Ciclista \| Equipo \| Tiempo \| \| \| --------------------- \| --------------------- \| ------------------------------------------- \| --------------------- \| --------------------- \| \| 1.º \| Miguel Ángel López \| Medellín-EPM \| DES \| \| \| 1.º \| Filippo Ganna \| Ineos Grenadiers \| + 30 s \| \| \| 2.º \| Sergio Higuita \| Bora-Hansgrohe \| + 44 s \| \| \| 3.º \| Einer Rubio \| Movistar Team \| + 50 s \| \| \| 4.º \| Brandon Rivera \| Ineos Grenadiers \| + 1 min 01 s \| \| \| 5.º \| Nicolás Paredes \| Sindicato de Empleados Públicos de San Juan \| + 1 min 19 s \| \| \| 6.º \| Remco Evenepoel \| Soudal Quick-Step \| + 1 min 19 s \| \| \| 7.º \| Kevin Vermaerke \| Team DSM \| + 1 min 30 s \| \| \| 8.º \| Quinn Simmons \| Trek-Segafredo \| + 1 min 46 s \| \| \| 8.º \| Matthew Riccitello \| Israel-Premier Tech \| + 1 min 41 s \| \| \| 10.º \| Leandro Messineo \| Chimbas Te Quiero \| + 1 min 56 s \| \| \| 12.º \| Nicolás Tivani \| Team Corratec \| + 1 min 59 s \| \| \| 13.º \| Oier Lazkano \| Movistar Team \| + 2 min 00 s \| \| \| 14.º \| Juan Pablo Dotti \| Sindicato de Empleados Públicos de San Juan \| + 2 min 05 s \| \| \| 15.º \| Steff Cras \| TotalEnergies \| + 2 min 11 s \| \| \| 16.º \| Vicente Rojas \| Chile \| + 2 min 12 s \| \| \| 17.º \| Abner González \| Movistar Team \| + 2 min 12 s \| \| \| 18.º \| Harold Tejada \| Astana Qazaqstan Team \| + 2 min 16 s \| \| \| 19.º \| Marco Frigo \| Israel-Premier Tech \| + 2 min 18 s \| \| \| 20.º \| Yves Lampaert \| Soudal Quick-Step \| + 2 min 28 s \| \| |                    |                                             |              |
| |                    |                                             |              |
| Fuente: ProCyclingStats |                    |                                             |              |
| Clasificación general |                    |                                             |              |
| Ciclista | Ciclista           | Equipo                                      | Tiempo       |
| 1.º | Miguel Ángel López | Medellín-EPM                                | DES          |
| 1.º | Filippo Ganna      | Ineos Grenadiers                            | + 30 s       |
| 2.º | Sergio Higuita     | Bora-Hansgrohe                              | + 44 s       |
| 3.º | Einer Rubio        | Movistar Team                               | + 50 s       |
| 4.º | Brandon Rivera     | Ineos Grenadiers                            | + 1 min 01 s |
| 5.º | Nicolás Paredes    | Sindicato de Empleados Públicos de San Juan | + 1 min 19 s |
| 6.º | Remco Evenepoel    | Soudal Quick-Step                           | + 1 min 19 s |
| 7.º | Kevin Vermaerke    | Team DSM                                    | + 1 min 30 s |
| 8.º | Quinn Simmons      | Trek-Segafredo                              | + 1 min 46 s |
| 8.º | Matthew Riccitello | Israel-Premier Tech                         | + 1 min 41 s |
| 10.º | Leandro Messineo   | Chimbas Te Quiero                           | + 1 min 56 s |
| 12.º | Nicolás Tivani     | Team Corratec                               | + 1 min 59 s |
| 13.º | Oier Lazkano       | Movistar Team                               | + 2 min 00 s |
| 14.º | Juan Pablo Dotti   | Sindicato de Empleados Públicos de San Juan | + 2 min 05 s |
| 15.º | Steff Cras         | TotalEnergies                               | + 2 min 11 s |
| 16.º | Vicente Rojas      | Chile                                       | + 2 min 12 s |
| 17.º | Abner González     | Movistar Team                               | + 2 min 12 s |
| 18.º | Harold Tejada      | Astana Qazaqstan Team                       | + 2 min 16 s |
| 19.º | Marco Frigo        | Israel-Premier Tech                         | + 2 min 18 s |
| 20.º | Yves Lampaert      | Soudal Quick-Step                           | + 2 min 28 s |

### Clasificación de la montaña
| Clasificación de la montaña | Clasificación de la montaña | Clasificación de la montaña                 | Clasificación de la montaña | Clasificación de la montaña |
| Ciclista                    | Ciclista                    | Equipo                                      | Puntos                      |                             |
| --------------------------- | --------------------------- | ------------------------------------------- | --------------------------- | --------------------------- |
| 1.º                         | Manuele Tarozzi             | Green Project-Bardiani CSF-Faizanè          | 24 pts                      |                             |
| 2.º                         | Christofer Jurado           | Panamá es Cultura y Valores                 | 19 pts                      |                             |
| 3.º                         | Juan Pablo Dotti            | Sindicato de Empleados Públicos de San Juan | 14 pts                      |                             |
| 4.º                         | Miguel Ángel López          | Medellín-EPM                                | DES                         |                             |
| 4.º                         | Filippo Ganna               | Ineos Grenadiers                            | 8 pts                       |                             |
| 5.º                         | Marcos Méndez               | Argentina                                   | 8 pts                       |                             |
| 6.º                         | Sergio Higuita              | Bora-Hansgrohe                              | 6 pts                       |                             |
| 7.º                         | Stefano Gandin              | Team Corratec                               | 6 pts                       |                             |
| 8.º                         | Emiliano Contreras          | Chimbas Te Quiero                           | 4 pts                       |                             |
| 9.º                         | Leandro Messineo            | Chimbas Te Quiero                           | 4 pts                       |                             |

### Clasificación de los jóvenes
| Clasificación del mejor joven | Clasificación del mejor joven | Clasificación del mejor joven      | Clasificación del mejor joven | Clasificación del mejor joven |
| Ciclista                      | Ciclista                      | Equipo                             | Tiempo                        |                               |
| ----------------------------- | ----------------------------- | ---------------------------------- | ----------------------------- | ----------------------------- |
| 1.º                           | Matthew Riccitello            | Israel-Premier Tech                | 25 h 42 min 38 s              |                               |
| 2.º                           | Quinn Simmons                 | Trek-Segafredo                     | + 5 s                         |                               |
| 3.º                           | Vicente Rojas                 | Chile                              | + 31 s                        |                               |
| 4.º                           | Mathias Vacek                 | Trek-Segafredo                     | + 2 min 41 s                  |                               |
| 5.º                           | Marco Brenner                 | Team DSM                           | + 7 min 29 s                  |                               |
| 6.º                           | Tobias Lund Andresen          | Team DSM                           | + 9 min 04 s                  |                               |
| 7.º                           | Vinícius Rangel               | Movistar Team                      | + 12 min 24 s                 |                               |
| 8.º                           | Rodrigo Díaz                  | Municipalidad de Rawson            | + 19 min 42 s                 |                               |
| 9.º                           | Héctor Quintana               | Chile                              | + 23 min 17 s                 |                               |
| 10.º                          | Iker Bonillo                  | Green Project-Bardiani CSF-Faizanè | + 27 min 40 s                 |                               |

### Clasificación por equipos
| Clasificación por equipos | Clasificación por equipos          | Clasificación por equipos | Clasificación por equipos |
| Equipo                    | Equipo                             | Tiempo                    |                           |
| ------------------------- | ---------------------------------- | ------------------------- | ------------------------- |
| 1.º                       | Ineos Grenadiers                   | 77 h 05 min 22 s          |                           |
| 2.º                       | Movistar Team                      | + 2 min 20 s              |                           |
| 3.º                       | Medellín-EPM                       | + 3 min 04 s              |                           |
| 4.º                       | Soudal Quick-Step                  | + 4 min 05 s              |                           |
| 5.º                       | Green Project-Bardiani CSF-Faizanè | + 5 min 21 s              |                           |

## Evolución de las clasificaciones
| Etapa                   |                         | Ganador _                        | Clasificación general            | Montaña           | Jóvenes              | Equipo _         |
| ----------------------- | ----------------------- | -------------------------------- | -------------------------------- | ----------------- | -------------------- | ---------------- |
| 1.ª etapa               | etapa llana             | Sam Bennett                      | Sam Bennett                      | Christofer Jurado | Tobias Lund Andresen | Bora-Hansgrohe   |
| 2.ª etapa               | etapa llana             | Fabio Jakobsen                   | Sam Bennett                      | Tomás Contte      | Tobias Lund Andresen | Team DSM         |
| 3.ª etapa               | etapa llana             | Quinn Simmons                    | Sam Bennett                      | Tomás Contte      | Tobias Lund Andresen | Bora-Hansgrohe   |
| 4.ª etapa               | etapa de media montaña  | Fernando Gaviria                 | Fernando Gaviria                 | Manuele Tarozzi   | Tobias Lund Andresen | TotalEnergies    |
| 5.ª etapa               | etapa de montaña        | Miguel Ángel López Filippo Ganna | Miguel Ángel López Filippo Ganna | Manuele Tarozzi   | Matthew Riccitello   | Ineos Grenadiers |
| 6.ª etapa               | etapa llana             | Samuel Welsford                  | Miguel Ángel López Filippo Ganna | Manuele Tarozzi   | Matthew Riccitello   | Ineos Grenadiers |
| 7.ª etapa               | etapa llana             | Samuel Welsford                  | Miguel Ángel López Filippo Ganna | Manuele Tarozzi   | Matthew Riccitello   | Ineos Grenadiers |
| Clasificaciones finales | Clasificaciones finales |                                  | Filippo Ganna                    | Manuele Tarozzi   | Matthew Riccitello   | Ineos Grenadiers |

## Ciclistas participantes y posiciones finales
Convenciones:
- AB-N: Abandono en la etapa "N"
- FLT-N: Retiro por llegada fuera del límite de tiempo en la etapa "N"
- NTS-N: No tomó la salida para la etapa "N"
- DES-N: Descalificado o expulsado en la etapa "N"

## UCI World Ranking
La Vuelta a San Juan otorgó puntos para el UCI World Ranking para corredores de los equipos en las categorías UCI WorldTeam, UCI ProTeam y Continental. Las siguientes tablas son el baremo de puntuación y los diez corredores que obtuvieron más puntos:
| Posición              | 1.º | 2.º | 3.º | 4.º | 5.º | 6.º | 7.º | 8.º | 9.º | 10.º | 11.º | 12.º | 13.º | 14.º | 15.º | 16.º-30.º | 31.º-40.º |
| Clasificación general | 200 | 150 | 125 | 100 | 85  | 70  | 60  | 50  | 40  | 35   | 30   | 25   | 20   | 15   | 10   | 5         | 3         |
| Por etapa             | 20  | 15  | 10  | 5   | 3   |     |     |     |     |      |      |      |      |      |      |           |           |
| Líder                 | 5   |     |     |     |     |     |     |     |     |      |      |      |      |      |      |           |           |

| Clasificación |                    |                                             |         |       |       |       |
| Posición      | Ciclista           | Equipo                                      | General | Etapa | Líder | Total |
| ------------- | ------------------ | ------------------------------------------- | ------- | ----- | ----- | ----- |
| 1.º           | Miguel Ángel López | Medellín-EPM                                | 200     | 20    | 10    | 230   |
| 2.º           | Filippo Ganna      | INEOS Grenadiers                            | 150     | 25    | -     | 175   |
| 3.º           | Sergio Higuita     | Bora-Hansgrohe                              | 125     | 10    | -     | 135   |
| 4.º           | Einer Rubio        | Movistar                                    | 100     | 3     | -     | 103   |
| 5.º           | Brandon Rivera     | INEOS Grenadiers                            | 85      | -     | -     | 85    |
| 6.º           | Nicolás Paredes    | Sindicato de Empleados Públicos de San Juan | 70      | -     | -     | 70    |
| 7.º           | Sam Bennett        | Bora-Hansgrohe                              | -       | 50    | 15    | 65    |
| 8.º           | Remco Evenepoel    | Soudal Quick-Step                           | 60      | -     | -     | 60    |
| 9.º           | Quinn Simmons      | Trek-Segafredo                              | 35      | 20    | -     | 55    |
| 10.º          | Fernando Gaviria   | Movistar                                    | -       | 50    | 5     | 55    |